# Lily Clarisa
Lily Clarisa Henriquez (Aruba, 1990 of 1991) is een Arubaanse spoken word-artiest, dichter, singer-songwriter en schrijver.
Lily Clarisa groeide op in Cura Cabai in de regio "Pariba di Brug" op Aruba. In 2015 publiceerde Clarisa haar eerste dichtbundel, Lost Love Poems. In 2020 werd Illuminated Darkness uitgebracht, over misbruik, depressie en hoop. In 2024 kwam de dichtbundel Liquid light uit. Gedichten van Lily Clarisa zijn verschenen in de poëziebundel Queer & Feminist - Poetry Anthology (2021).
Clarisa bracht in 2021 twee EP 's uit, Breathe, een folk en Indie EP, en Illuminated Darkness in samenwerking met verschillende artiesten, waarin ze haar gedichten uit Illumlinated Darkness op muziek zet. Lily Clarisa is zanger van de punk-rockband Lilith Left The Garden.
In 2020 ontving Clarisa in Rotterdam de "Awesome Poet Award" tijdens de 1st Queer and Feminist Poetry Awards. De Queer and feminist Poetry Awards vieren het werk van de beste en meest vooraanstaande dichters en spoken word-artiesten, wier werken thema's als feminisme en de queer-ervaring vanuit een intersectioneel perspectief bespreken.

## Werken

### Publicaties
| Jaar (origineel) | Titel (origineel)                   | Uitgever (origineel) | ISBN (origineel) | Overig                              |
| ---------------- | ----------------------------------- | -------------------- | ---------------- | ----------------------------------- |
| 2015             | Lost love poems                     | Brave New Books      | 9789402135923    |                                     |
| 2020             | Illuminated Darkness                | Brave New Books      | 9789464052107    |                                     |
| 2021             | Queer & Feminist - Poetry Anthology | Unwanted Words       | 9789083218304    | Bundel van werk van 50 dichters     |
| 2024             | Liquid Light                        | Eigen beheer         | 9789464818024    | Met illustraties van Linda De Vries |

### Discografie
- Breathe (EP, 2021)
- Illuminated darkness (EP, 2021)